# Ceriano Laghetto
Ceriano Laghetto [tʃeˈrjaːno laˈɡetto] é uma comuna italiana da região da Lombardia, província de Monza e Brianza, com cerca de 5.449 habitantes. Estende-se por uma área de 7 km², tendo uma densidade populacional de 778 hab/km². Faz fronteira com Cogliate, Saronno (VA), Cesano Maderno, Bovisio-Masciago, Solaro.

## Demografia
| Variação demográfica do município entre 1861 e 2011                               |
|                                                                                   |
| Fonte: Istituto Nazionale di Statistica (ISTAT) - Elaboração gráfica da Wikipedia |